# Kao-cung (Sung)
Kao-cung (čínsky pchin-jinem Gāozōng, znaky 高宗; 12. června 1107 – 9. listopadu 1187), vlastním jménem Čao Kou (čínsky pchin-jinem Zhào Gòu, znaky zjednodušené 赵构, tradiční 趙構), z dynastie Sung v letech 1127–1162 vládl čínské říši Sung. Nastoupil po svém bratru, císaři Čchin-cungovi.
Jako devátý syn císaře Chuej-cunga se stal knížetem z Kchang. V letech 1125–1127 armády džürčenské říše Ťin dobyly severní Čínu a zajaly Chuej-cunga, který abdikoval roku 1126, i jeho syna a nástupce Čchin-cunga. Kníže z Kchang se postavil do čela odporu a stal se novým sungským císařem. Vládl 25 let, do roku 1162, kdy abdikoval ve prospěch svého adoptivního syna Siao-cunga.

## Život

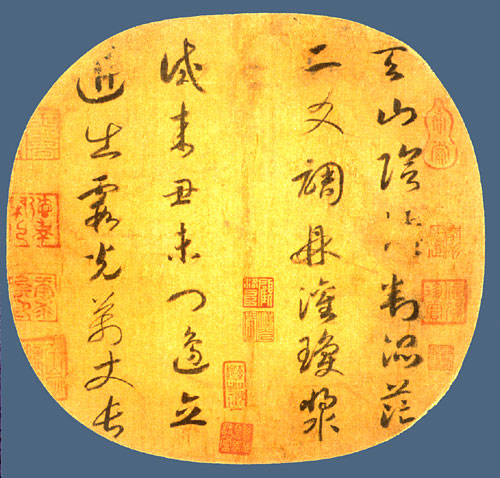
Čtyřverší o nebeských horách, báseň císaře Kao-cunga

Čao Kou byl devátý syn císaře Chuej-cunga, jeho matkou byla jedna z císařových žen příjmením Wej (韋), poté, co se její syn stal císařem, povýšená do hodnosti císařovny-vdovy a posmrtně známé jako císařovna Sien-žen (顯仁皇后, 1080–1159).
Od Chuej-cunga obdržel titul kníže z Kchang (康王, Kchang wang). Poté, co císař Čchin-cung a jeho otec Chuej-cung padli do ťinského zajetí, postavil se do čela odporu a stal se novým císařem říše Sung. Hlavní město říše Kchaj-feng obsadila ťinská armáda, proto zůstal na jihu a usídlil se v Lin-anu, dnešním Chang-čou. Jeho vládou proto začíná období Jižní Sung.
Upevnění moci nového režimu v celé jižní Číně a boje s říší Ťin trvaly ještě řadu let. Sungská armáda vedená schopnými generály, jako byli Li Kang, Cung Ce, Jüe Fej, Chan Š'-čung a Jü Jün-wen, v nich postupně zesílila, odrazila ťinské útoky jižně od řeky Jang-c’-ťiang a stabilizovala hranici na řece Chuaj. Sebevědomí generálové v čele s Jüe Fejem požadovali pokračování války a znovudobytí severní Číny, ale císař se přiklonil k „mírové straně“, která chtěla především obnovu válkou poškozené země. Císaře motivovala i obava z propuštění a znovunastolení zajatého Čchin-cunga. Roku 1141 byl Jüe Fej uvězněn a zabit, Chan Š'-čung odvolán a podepsána mírová smlouva ze Šao-singu.
Kao-cung byl také pozoruhodný básník, který ovlivnil řadu dalších umělců.
Císař abdikoval roku 1162 ve prospěch Čao Šena, v sedmé generaci potomka Tchaj-cua, zakladatele dynastie Sung. Žil ještě čtvrt století, do roku 1187, kdy jako osmdesátiletý zemřel.

## Rodina
Hodnost císařovny držela od roku 1127 první manželka Kao-cunga příjmením Sing (邢, 1106–1139), posmrtným jménem Sien-ťie (憲節), po ní se císařovnou stala paní Wu (鄭), posmrtným jménem císařovna Sien-šeng cch'-li (憲聖慈烈皇后). Kromě nich měl císař ještě tucet žen.
Kao-cung byl otcem pěti dcer a jediného syna:
- Čao Fu (赵旉, 1127–1130)

Další syny neměl, nakonec náhradou adoptoval vzdáleného synovce:
- Čao Po-cchung (趙伯琮, 1127–1194), adoptován 1160, po několika změnách jména nakonec Čao Šen (趙昚), nástupce Kao-cunga jako císař Siao-cung (vládl 1162–1189);